# Алкиони (миноносец)
«Алкиони» (греч. Αλκυόνη) — миноносец ВМФ Греции, принявший участие в Первой и Второй мировых войнах. Принадлежит серии греческих миноносцев построенных в 1912—1913 годах германской верфью AG Vulcan Werke, располагавшейся в Бредове (Джетово), пригороде Штетина (Щецина), получивших имена нимф и океанид древней греческой мифологии. «Алкиони» получил имя дочери Эола Алкиони. Другими кораблями серии были «Дорис», «Дафни», «Эгли», «Аретуса» и «Тетис». Греческий флаг был поднят в 1914 году, в Штеттине.
В 1916 году миноносец был конфискован французами и возвращён греческому флоту в 1917 году, после того как Греция вступила в войну на стороне Антанты.
Сразу после этого и до окончания Первой мировой войны, миноносец сопровождал конвои в Эгейском море, а также производил противолодочное патрулирование.
В период малоазийского похода греческой армии 1919—1922 годов миноносец производил поддержку армии при высадке и отходе.
В 1926 году на корабле был произведен капитальный ремонт, после которого основной задачей миноносца стало патрулирование проливов.
В греко-итальянской войне 1940—1941 годов миноносец принял участие под командованием капитана Г. Карвелиса. После вступления в войну Германии, пришедшей на помощь итальянцам, 23 апреля 1941 года, за 4 дня до вступления немцев в Афины миноносец подвергся атаке немецких самолётов в заливе Вулиагмени в Восточной Аттике. Корабль получил множество пробоин и потерял ход. Не имея возможности заделать течи и следовать согласно приказу на юг, командир приказал экипажу потопить корабль.

## Наследник
Алкиони (океанографический корабль), вошедший в состав ВМФ Греции в 1949 году. Выведен из состава флота в 1961 году.